# Ramphotyphlops leucoproctus
Ramphotyphlops leucoproctus este o specie de șerpi din genul Ramphotyphlops, familia Typhlopidae, descrisă de Boulenger 1889. Conform Catalogue of Life specia Ramphotyphlops leucoproctus nu are subspecii cunoscute.